# Suore del Divin Cuore di Gesù
Le Suore del Divin Cuore di Gesù (in polacco Zgromadzenie Sióstr Bożego Serca Jezusa; sigla C.D.C.) sono un istituto religioso femminile di diritto pontificio.

## Storia
La congregazione fu fondata nel 1905 a Breslavia, all'epoca in Germania, da Gabriela Klausa: in origine si trattava di un'associazione femminile con fini caritatevoli a carattere diocesano, i cui membri non conducevano vita comune, né emettevano voti; il sodalizio fu aggregato nel 1909 all'arciconfraternita del Santissimo Cuore di Gesù di Roma.
Nel 1916 il sodalizio si dotò di statuti basati sulle regole della Compagnia di Gesù e iniziò la vita comune, ma non era prevista la pronuncia di voti: solo in seguito, sotto la guida di Maria Johanna Ernst, succeduta alla fondatrice nella guida del sodalizio, si arrivò alla vita religiosa canonica e il 16 novembre 1928 il cardinale Adolf Bertram, vescovo di Breslavia, eresse l'opera in congregazione religiosa di diritto diocesano.
L'istituto ricevette il pontificio decreto di lode il 19 luglio 1930 e le sue costituzioni furono approvate definitivamente dalla Santa Sede il 3 agosto 1937.

## Attività e diffusione
Le suore si dedicano alla riparazione attraverso le opere di carità (istruzione, catechesi, attività sociali).
Sono presenti in Polonia, Germania, Brasile e Ucraina; la sede generalizia è a Breslavia.
Alla fine del 2015 l'istituto contava 36 religiose in 9 case.